# Crónica de el-rei D. Pedro I
A Crónica de el-rei D. Pedro I, ou Crónica de D. Pedro, é um registo histórico do género crónica escrito por Fernão Lopes abarcando o período de tempo correspondente ao reinado de D. Pedro I de Portugal, de cognome o Justiceiro, ou o Cruel, que decorreu entre 1357 e 1367.
A Crónica de D. Pedro I está dividida em quarenta e quatro capítulos, sendo iniciada por um Prólogo. Dos inúmeros temas tratados ao longo da Crónica destacam-se a Justiça a que dedicou o Prólogo e seis capítulos, a organização do Estado e as decisões do rei, Inês de Castro a que dedicou seis capítulos, relatando em especial a declaração de D. Pedro sobre o seu casamento com Inês, a perseguição aos seus assassinos e a descrição da trasladação dos restos mortais de Inês de Coimbra para Alcobaça, um capítulo dedicado a D. João I, filho bastardo de D. Pedro e futuro rei, e ainda o Reino de Castela ao qual dedica dezasseis dos capítulos, tratando-se neste caso de decisões ou empreendimentos do rei D. Pedro I de Castela, sobrinho do homónimo rei português, e para cuja história Fernão Lopes deve ter tido acesso às Crónicas sobre a mesma época do cronista castelhano Pedro López de Ayala.
Fernão Lopes, que começou por ter a profissão de tabelião, foi em 1418 nomeado guarda-mor da Torre do Tombo, ou seja, de chefe dos arquivos do Estado, lugar de confiança da corte, e que lhe permitiu o acesso a importante documentação para a elaboração das suas Crónicas. Fernão Lopes inicia provavelmente a escrita da Crónica de D. Pedro em 1434, pois foi neste ano que o rei D. Duarte lhe atribui pelo seu futuro trabalho a tença anual de catorze mil reais.
É a primeira das três grandes crónicas do percursor da história portuguesa, e também a primeira crónica régia com características próximas das que definiram o género cultivado no século XV e nos dois seguintes, sendo as outras duas crónicas da autoria de Fernão Lopes a Crónica de D. Fernando e a Crónica de D. João I.
| “ | "E diziam as gentes que tais dez anos nunca houvera em Portugal como estes que reinara el-Rei D. Pedro." | ” |
|   | — Final da Crónica de D. Pedro.                                                                          |   |

## Resumo

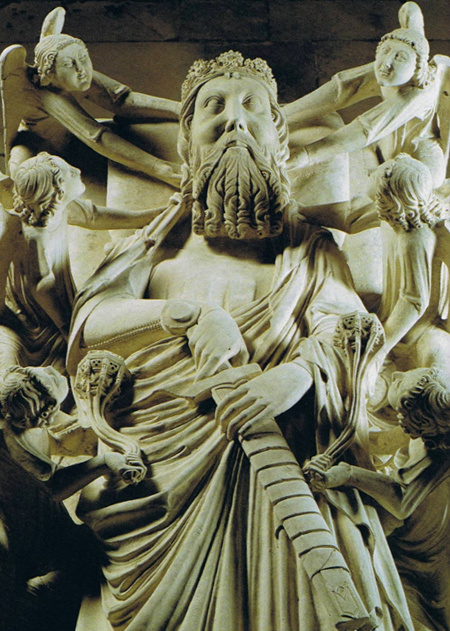
Estátua jacente de D. Pedro no seu túmulo, no Mosteiro de Alcobaça

Dos temas tratados por Fernão Lopes ao longo desta Crónica destacam-se a Justiça, a que dedicou o Prólogo e seis capítulos, a organização do Estado e as decisões do rei, Inês de Castro, a quem dedicou seis capítulos, relatando em especial a declaração pública de D. Pedro sobre o seu casamento com Inês, a perseguição aos assassinos dela e a trasladação dos seus restos mortais de Coimbra para Alcobaça, D. João I, pai de D. Duarte que havia incumbido Fernão Lopes da elaboração da Crónica e a quem decerto muito agradaria o panegírico do seu pai, a quem dedicou o capítulo 43, e ainda o Reino de Castela, ao qual dedicou dezasseis capítulos, tratando-se neste caso de decisões ou empreendimentos do rei D. Pedro I de Castela, sobrinho de D. Pedro I de Portugal, e para cuja história Fernão Lopes deve ter tido acesso às Crónicas sobre a mesma época do cronista castelhano Pedro López de Ayala.

### Justiça
Fernão Lopes quis dar de D. Pedro a imagem de um rei preocupado com a Justiça, razão pela qual recebeu o cognome de Justiceiro, ou também de Cruel, neste caso também pelo tipo de castigos sentenciados, pelo que se pode ler no Prólogo e em seis dos quarenta e quatro capítulos da Crónica em que descreve casos específicos de aplicação da justiça.
Acerca da importância da Justiça no governo do reino, escreve Fernão Lopes no Prólogo:
Justiça é uma virtude que é chamada toda virtude, assim que qualquer que é justo, este cumpre toda a virtude, porque a justiça, assim como a lei de Deus, defende que não forniques nem sejas gargantão e, isto guardando, se cumpre a virtude da castidade e da temperança. E assim podeis entender dos outros vícios e virtudes.

Esta virtude é mui necessária ao rei e isso mesmo aos seus súbditos, porque havendo no rei virtude de justiça fará leis por que todos vivam direitamente e em paz. E os seus sujeitos, sendo justos, cumprirão as leis que ele puser e, cumprindo-as não farão cousa injusta contra ninguém, e tal virtude como esta pode cada um ganhar por obra de bom entendimento".
Sobre a noção da Justiça enquanto "virtude que é toda a virtude" é de admitir que Fernão Lopes conhecesse os textos de Aristóteles, pois este, na Ética a Nicómaco, cita um provérbio grego com uma ideia muito próxima da referida por Fernão Lopes: "A justiça contém todas as outras virtudes".
Nos cinco capítulos que tratam de casos específicos de justiça, capítulos 6 a 10, um descreve o roubo e assassínio de um judeu (cap. 6), sendo os restantes quatro casos de adultério. Em dois dos cinco casos referidos, o caso de um bispo (alto clero, cap. 7) e outro do almirante do reino (alta nobreza, cap. 10), os castigos decididos numa primeira fase pelo rei acabaram por não ser aplicados face aos pedidos de clemência por pessoas influentes.

### O Estado
Para Fernão Lopes, o Estado foi estabelecido pelos homens para realizar o bem público. Não foi estabelecido para realizar na terra qualquer ordem divina, nem para ser o braço secular da Igreja, como defendia o agostiniano Lutero, aproximando-se a sua conceção de Estado da doutrina muito posterior de contrato social.

### Inês de Castro
Outro dos temas que a Crónica destaca é o conjunto de acontecimentos relacionados com Inês de Castro. São os capítulos 27 a 31 e o capítulo final 44. Quando D. Pedro sobe ao trono Inês de Castro já tinha sido assassinada, e a Crónica relata primeiro nos cap. 27 a 29 como D. Pedro declarou oficialmente que a tinha desposado de forma incógnita, havendo testemunhas, de modo a que pudesse ser reconhecida como rainha.
Depois, nos capítulos 29 a 31, é relatado como D. Pedro acorda com o seu homónimo de Castela a troca de fugitivos de ambos os reinos, entre os quais do lado português os três assassinos de Inês de Castro. Destes três, dois são deportados para Portugal e são supliciados, e um, Diogo Lopes Pacheco, consegue fugir para França.
Finalmente, no capítulo 44, é relatado como D. Pedro mandou trasladar, em cerimónia com pompa, os restos mortais de Inês de Castro para o Mosteiro de Alcobaça e como havia mandado fazer dois túmulos em mármore e ricamente decorados com as estátuas jacentes de cada um, sendo um para Inês de Castro e o outro para no futuro ser depositado o seu próprio corpo, como veio a acontecer.
A literatura medieval está cheia de grandes casais amorosos. Os amores de Amadis de Gaula e Oriana são provavelmente os mais convencionais, inspirados nos de Lançarote e da rainha Ginebra, os quais têm talvez o seu antecedente nos de Tristão e Isolda, cuja paixão mútua se tornou conhecida como o arquétipo do amor romântico, próprio do Ocidente.
Mas Fernão Lopes, referindo ainda os amores da "rainha Dido" (imortalizados por Virgílio na Eneida e conhecidos através de adaptações medievais, como o Roman d´Eneas, uma das fontes da Primeira Crónica Geral de Afonso X) e de "Adriana" (Ariadne), popularizados por Ovídio, e comentando que são «amores compostos, os quais alguns autores abastados de eloquência e florescentes em bem ditar ordenaram segundo lhes aprouve», expõe o acontecido entre D. Pedro e Inês de Castro e diz que os amores destes não são fingidos, e «que se contam e lêem nas estórias que seu fundamento teem sobre verdade», ou seja, nas narrativas de casos acontecidos, como eram (ou se supunham ser) as crónicas.
O cronista narra assim como decorreu a trasladação dos restos mortais de Inês de Castro:
| “ | E sendo lembrado de honrar seus ossos [de Inês] pois já mais fazer não lhe podia, mandou fazer um muimento de alva pedra todo mui subtilmente obrado, pondo enlevada sobre a campa de cima a imagem dela com coroa na cabeça, como se fora rainha; e este muimento mandou pôr no Mosteiro de Alcobaça, não à entrada onde jazem os reis, mas dentro da igreja, à mão direita, junto da capela mor. E fez trazer o seu corpo do mosteiro de Santa Clara, onde jazia, o mais honrosamente que se fazer pode, pois ele vinha em umas andas muito bem corregidas para tal tempo, as quais traziam grandes cavaleiros, acompanhados de grandes fidalgos e muita outra gente, e donas e donzelas e muita cleresia. Pelo caminho estavam muitos homens com círios nas mãos, de tal maneira dispostos, que sempre o seu corpo foi por todo o caminho por entre círios acesos, e assim chegaram ao dito mosteiro, que eram dali dezassete léguas, onde com muitas missas e grande solenidade foi posto aquele muimento. E foi esta a mais honrosa trasladação que até aquele tempo em Portugal fora vista. Semelhavelmente mandou el-rei fazer outro tal muimento e tão bem obrado para si, e fê-lo pôr junto do seu dela, para quando sucedesse morrer o deitarem nele. | ” |

### D. João I

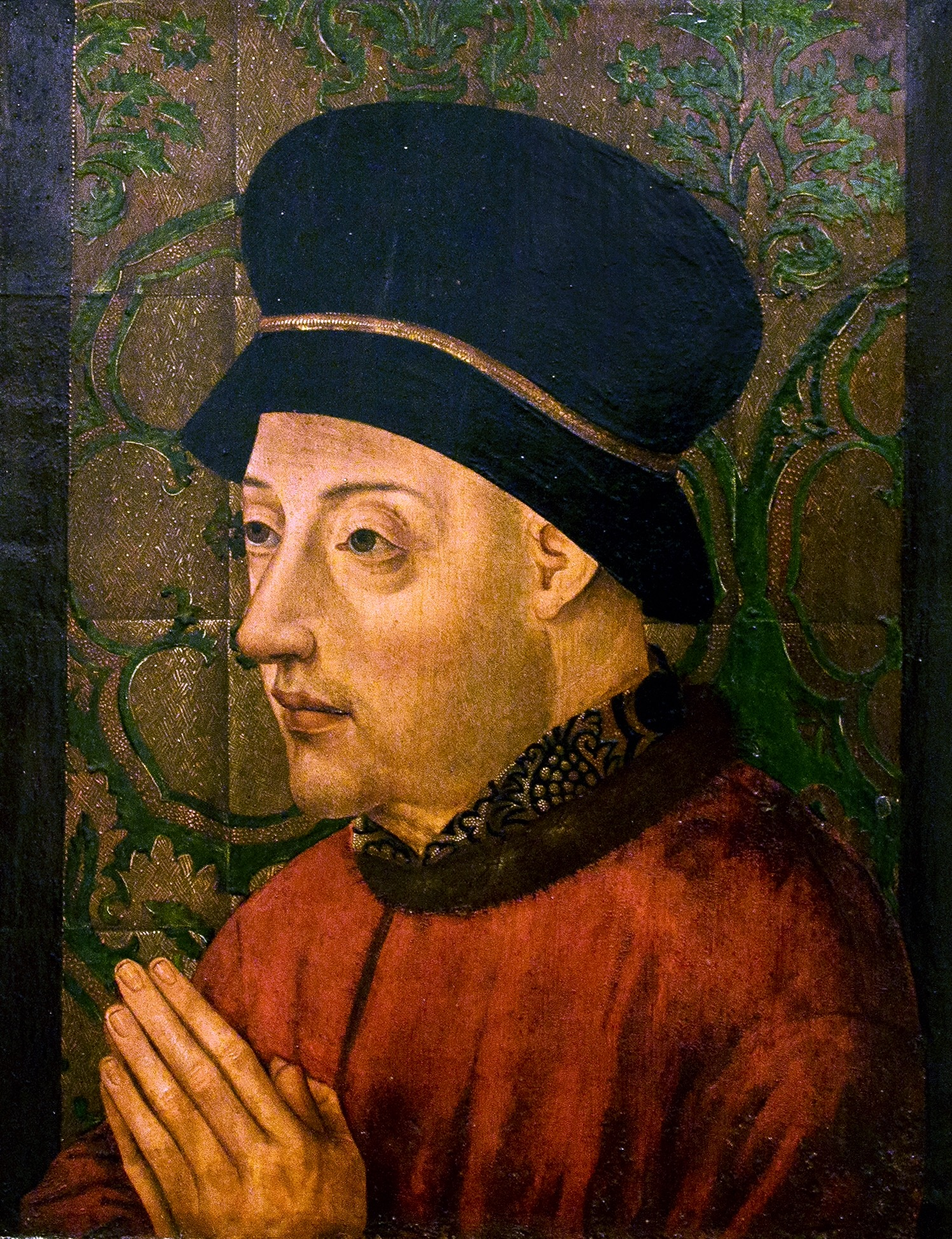
Retrato de D. João I, obra de autor desconhecido do século XV, no Museu Nacional de Arte Antiga.

O facto de D. Pedro ser o pai de D. João I, cuja memória D. Duarte recomendara especialmente a Fernão Lopes que celebrasse, quando o incumbiu de escrever as histórias de todos os reis, contribuiu para o cuidado com que o cronista tratou a figura deste futuro monarca e procurou aclarar aspetos históricos da sua vida que tanta influência teve na história posterior. O relevo dado ao sonho em que D. Pedro vê o futuro Mestre de Avis salvando simbolicamente Portugal (cap. 43) deve ter essa explicação.
Neste aspeto, o do enaltecimento de um personagem através de um sonho premonitório, a Crónica de D. Pedro assemelha-se à Crónica de D. João I. Enquanto nesta última Crónica (cap. 33) é Álvaro Gonçalves Pereira, prior da Ordem do Hospital, na dúvida de saber qual dos seus filhos, Pedro Álvares ou Nuno Álvares, viria a ser o protagonista de uma profecia de um futuro de grandes batalhas e vitórias, na Crónica de D. Pedro (cap. 43) é o próprio rei D. Pedro I sobre o seu filho João, confirmando a escolha para Mestre da Ordem de Avis, no famoso sonho em "que eu via todo Portugal arder em fogo, de modo que todo o reino parecia uma fogueira; e estando assim espantado vendo tal cousa, vinha este meu filho João com uma vara na mão, e com ela apagava aquele fogo todo", preconizando um futuro reinado de justiça, tal como fora o do próprio D. Pedro.
D. João I aparece no título do capítulo 43, enquanto D. Fernando, também filho e sucessor imediato de D. Pedro, não teve direito a figurar com tal destaque, embora seja referido ao longo da Crónica, em especial quando se negociava o seu casamento com a princesa D. Beatriz de Castela que acabou por não se concretizar.

### Reino de Castela
Em dezasseis dos quarenta e quatro capítulos desta Crónica, ou seja, nos capítulos 13, 16, 17, 18, 19, 20, 21, 22, 23, 26, 32, 33, 34, 35, 36 e 40, Fernão Lopes narra acontecimentos pertencentes exclusivamente à história do Reino de Castela, ou das relações ou guerra deste reino com outros reinos que não o de Portugal, tratando-se na maior parte dos casos de decisões ou empreendimentos do rei D. Pedro I de Castela. Não obstante, este rei de Castela ser sobrinho de D. Pedro I de Portugal parece exagerado o espaço dado a este tema, mas que se compreenderá pelo acesso que Fernão Lopes teve às Crónicas sobre a mesma época do castelhano Pedro López de Ayala e do uso que delas fez nos seus textos.

## Completude do registo histórico daCrónica
Para se poder apreciar a amplitude do registo histórico da Crónica de D. Pedro relativamente à época que descrevia, referem-se a seguir os acontecimentos mais importantes ocorridos durante o reinado de D. Pedro, de acordo com a escolha cronológica de Joel Serrão, assinalando-se os capítulos da Crónica de D. Pedro que os tratam. Os capítulos sobrantes desta Crónica tratam predominantemente acontecimentos ocorridos em Castela e outros reinos, e também ações dos principais nobres portugueses, incluindo membros da família real:
| Data | Principais factos históricos | Capítulos da Crónica | Outros                                                                                    |
| ---- | --- | -------------------- | ----------------------------------------------------------------------------------------- |
| 1357 | Morre D. Afonso IV. D. Pedro sobe ao trono | 1                    |                                                                                           |
| 1357 | D. Pedro castiga os conselheiros do seu pai que haviam participado na morte de Inês de Castro.                                                                     | 30 e 31              |                                                                                           |
| 1357 | Primeira carta de privilégios concedida a genoveses em Portugal.                                                                                                   |                      |                                                                                           |
| 1358 | Cortes de Santarém. |                      |                                                                                           |
| 1358 | Tratado de Aliança entre D. Pedro I e o rei D. Pedro (também o Cruel), de Castela. Nasce D. João I.                                                                | 15 e 1               |                                                                                           |
| 1359 | D. Pedro concede privilégios à baleação de Lagos. Edificação do Castelo de Alter do Chão.                                                                          |                      |                                                                                           |
| 1360 | Solene declaração de D. Pedro, feita em Cantanhede, de que casara com D. Inês de Castro. Trasladação para Alcobaça do cadáver de D. Inês de Castro.                | 27, 28, 29 e 44      |                                                                                           |
| 1360 | Nasce D. Nuno Álvares Pereira. |                      |                                                                                           |
| 1361 | Cortes de Elvas. Os povos queixam-se de novo em cortes contra o aumento ilícito das propriedades da Igreja.                                                        | 4 e 5                | A Crónica não refere estas Cortes explicitamente, apesar de copiar as suas determinações. |
| 1361 | Beneplácito Régio. Epidemia de peste. Carta do papa Inocêncio VI, Nuper per certos, indeferindo o pedido de D. Pedro de legitimação dos filhos havidos de D. Inês. |                      |                                                                                           |
| 1362 | Sines é elevada a vila. |                      |                                                                                           |
| 1364 | Cascais é elevada a vila. Sínodo bracarense relizado em Pombeiro.                                                                                                  |                      |                                                                                           |
| 1365 | Flagelo de peste em Portugal. |                      |                                                                                           |
| 1366 | Tratado de aliança entre D. Pedro e Henrique II de Castela. | 41                   |                                                                                           |
| 1367 | Morte de D. Pedro I. Início do reinado de D. Fernando. | 44                   |                                                                                           |

## Estilo
Para Teresa Amado, "tendo seguido na escrita das crónicas a respetiva ordem cronológica, foi com esta que o cronista começou a praticar mais efetivamente o seu modo original de contar e de estruturar a narrativa, pois dos reinados anteriores existiam esboços de textos cronísticos nas vastas compilações trecentistas, e as limitações da informação que sobre eles havia eram, por outro lado, estreitamente condicionantes".
Já para António José Saraiva, "A prosa de Fernão Lopes conserva o tom «falado» dos romances de cavalaria, mas enriquecido com um vocabulário e imagens reveladores de um grande senso de concreto, e com os recursos da oratória clerical, tocada oportunamente por um arrepio de solenidade bíblica, como quando fala da «boa e mansa oliveira portuguesa». O tom em que fala é sempre repassado de emoção, que não exclui a ironia, como se verifica na extraordinária descrição do cerco de Lisboa. Os ditos populares, as anedotas e a majestade de tom adequado aos grandes momentos sucedem-se com perfeita naturalidade, sem deixar perceber o tecnicismo retórico da época que, aliás, dominava perfeitamente. E uma poderosa voz patriarcal, ora trovejando de indignação, ora espraiando-se com solenidade, ora gracejando, mas sempre quente e de largo fôlego, parece desprender-se das suas palavras."

## Método

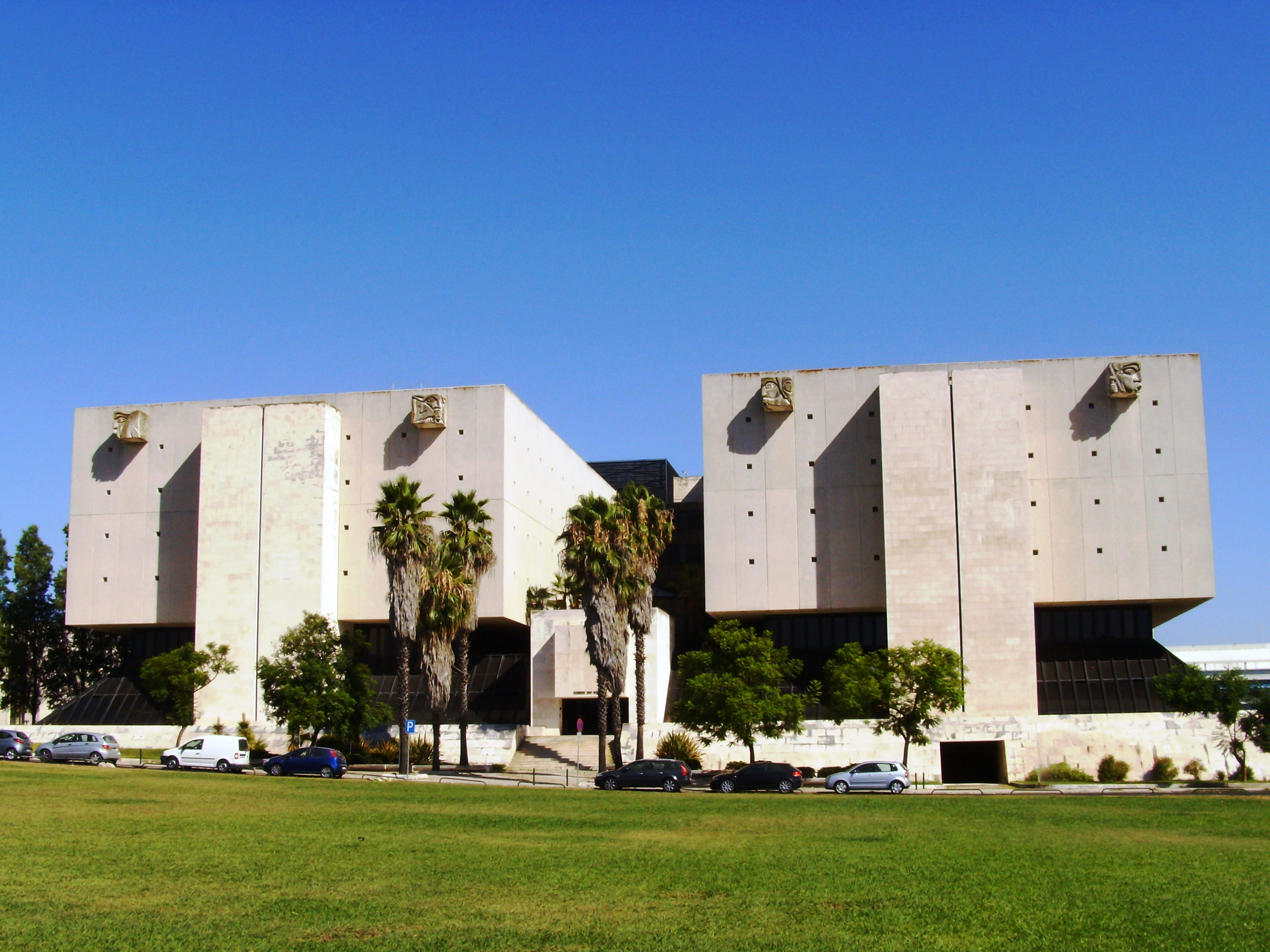
Torre do Tombo, Lisboa, Portugal.

Do reinado de D. Pedro haveria poucas narrativas escritas a que Fernão Lopes pudesse recorrer, a julgar pelos materiais que mostra ter aproveitado. Para a descrição das leis e práticas administrativas que este soberano decretou e aplicou, e para certas declarações do seu pensamento neste campo, os documentos usados foram Os Livros da Chancelaria de D. Pedro e as Atas das Cortes de Elvas de 1361, de que extraiu passagens cujo teor reproduziu fielmente (cap. 4 a 6).
Para os relatos de penas fixadas a vários personagens culpados de crimes, deve ter recorrido a notícias de sentenças régias registadas em arquivos a que tinha naturalmente acesso, e também ao conceito tradicional formado sobre esse rei justo, mas excessivamente impulsivo e capaz de manifestações de autêntica crueldade (cap. 6 a 9). Tudo indica que tenham tido esta mesma origem outras revelações como a da sua gaguez, do seu gosto pela caça e pela boa mesa e do seu modo de contrariar a insónia mandando tocar música e chamando gente para sair com ele pela rua a dançar.
Fernão Lopes escreveu a Crónica com um espírito de notário, para quem o verdadeiro e o falso se confirmam documentalmente. Procurou os documentos autênticos, explorando a Torre do Tombo de que foi responsável. Na Crónica de D. Pedro, e também nas de D. Fernando e D. João I, este recurso aos documentos originais é uma constante, podendo dizer-se que o cronista apenas refere algum acontecimento se dispôs do correspondente documento, ou de outra Crónica anterior em cuja autenticidade confiava, muitas vezes reproduzindo, sem sequer o declarar, esses textos. Pode dizer-se que concebeu a história como um processo instruído documentalmente.

## Contexto
Fernão Lopes, que começou por ter a profissão de tabelião, foi em 1418 nomeado guarda-mor da Torre do Tombo, ou seja, de chefe dos arquivos do Estado, lugar de confiança da corte, e que lhe permitiu o acesso a importante documentação para a elaboração das suas Crónicas. Recebeu de D. Duarte o encargo da escrita da história dos reis de Portugal em 1434 e o título de «vassalo de El-rei», carta de nobreza atribuída a membros das classes não nobres.
O reinado de D. Duarte que haveria de ser curto, de 1433 a 1438, é um período em que a nobreza é claramente favorecida pelo rei. Em seu favor é remodelado o Conselho Régio, verdadeiro conselho de ministros, e valorizada a moeda.

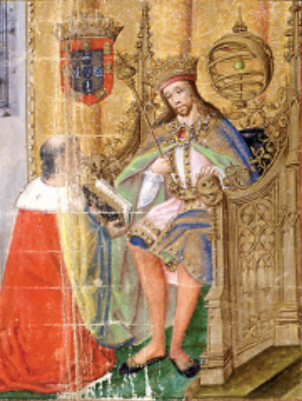
D. Duarte no trono (c. 1497-1504), iluminura da Chronica del rey d. Duarte de Rui de Pina.

Mas é também o tempo em que nas Cortes de Évora reunidas em abril de 1436, apesar da oposição inicial de D. Duarte e da desaprovação do infante D. Pedro, mas por forte insistência do infante D. Henrique, se decide a conquista da cidade marroquina de Tânger, tendo sido enviada uma armada no ano seguinte, em 1437, para tentar a conquista da cidade, o que redundou em desastre para o exército português.
Este desastre militar atinge Fernão Lopes duramente, pois em Marrocos no cativeiro haviam de morrer o seu filho Martinho e o infante D. Fernando de quem fora íntimo conselheiro (escrivão da puridade).

## Apreciação crítica
Segundo Magalhães Basto, depois de mencionado por Gomes Eanes de Zurara (1410 – 1474) no prólogo da sua Crónica de D. João I (1450), Fernão Lopes só voltará a ser recordado na segunda metade do século XVI quando o historiador e humanista Damião de Góis (1502-1574) acusou Rui de Pina (1440-1552), sucessor de Zurara, de ter plagiado as Crónicas de Fernão Lopes. Assim, durante cerca de um século, Fernão Lopes ficou no esquecimento, mas a partir do século XIX, principalmente depois de Alexandre Herculano (1810-1877) em Opúsculos o ter classificado como o “pai da história portuguesa” a crítica literária e os historiadores portugueses, em geral, consagraram-no como o grande cronista português.
Para Marcela Guimarães, Fernão Lopes registou a sucessão dinástica que lançou a expansão mas não a reportou, o que seria feito por quem lhe sucedeu no cargo, apresentando a expansão como uma nova cruzada, ainda que socorrendo-se de textos de Fernão Lopes. A tarefa de Fernão Lopes foi a de historiar, fazer uma "história total", de que resultou a famosa trilogia - a Crónica de D. Pedro, a Crónica de D. Fernando e a Crónica de D. João I. Voz da dinastia recentemente implantada, Fernão Lopes conta a história do fundador da nova era do seu país e da Humanidade, um facto memorável em si mesmo, mas interessando-se também pela vida em geral e pelas misérias humanas, pela crueldade, a insensatez e a hesitação.:3
Também para Marcela Guimarães, Fernão Lopes, tendo sido a "vanguarda" da prosa portuguesa do seu tempo, pode ter sido arrastado
por uma corrente a que tentou colocar resistência, a corrente de uma nova mentalidade acerca do equilíbrio de poderes entre as várias classes sociais, com representações do poder diferentes das expressas e subentendidas nos seus textos, o que talvez tenha levado à perda da sua posição oficial.:10
Ainda para Marcela Guimarães, os cronistas ibéricos desenvolveram os seus textos através da combinação de quatro aspetos, que podem ser considerados a espinha dorsal deste género de registo histórico em terras hispânicas, desde a obra de Eusébio de Cesareia, passando pelas crónicas visigóticas de João de Biclaro e de Isidoro de Sevilha. Esses aspetos são a cronologia, o estilo plano, o universalismo e a visão providencialista. Tanto o estilo plano quanto o universalismo sofreram grandes mudanças nas Crónicas de Fernão Lopes. Se o primeiro aspeto corresponde à falta de preocupação literária, de envolvimento do cronista com o texto, de coerência e originalidade, nas Crónicas de Fernão Lopes só não existe a preocupação de expor novidades, havendo a profunda preocupação com a unidade, e ainda que não queira ser elogiado pelo estilo, preocupa-se com ele, apura a narrativa e compõe quadros de uma tocante qualidade literária. Em relação ao universalismo, as suas Crónicas seguem a tendência geral de regionalização, se não mesmo de provincialismo, e até de personalismo, como sucede com muitas das Crónicas tardias ibéricas, pois as Crónicas de Fernão Lopes debruçam-se sobre realidades bem específicas, a transição da primeira para a segunda dinastia em Portugal.:14-15

O mapa político da Península Ibérica em 1400, numa época intermédia entre o reinado de D. Pedro e a escrita da Crónica de D. Pedro

Em resumo, para Marcela Guimarães, a Crónica de D. Pedro de Fernão Lopes é a fonte narrativa mais importante para a análise da figura e do reinado de D. Pedro, descrevendo um modo próprio de governar que aquele tempo exigia, ou condicionava, ou como Fernão Lopes entendeu que tinha acontecido.:85
Para Nei Nordin, pelo imenso valor histórico e literário das suas obras, pela metodologia de trabalho e pelo estilo, Fernão Lopes fora muitas vezes reconhecido como o primeiro historiador de Portugal, ainda que esta primazia seja atualmente atribuída ao conde D. Pedro de Barcelos. Não há dúvida de que três crónicas são comprovadamente da criação de Fernão Lopes sendo a primeira a Crónica de D. Pedro. Cronista medieval por excelência, mas também humanista de um espírito da Renascença que se anuncia em Portugal, a sua obra expressa tendências desta multiplicidade cultural.:57
Prossegue Nordin que, num contexto mais amplo, percebe-se a narrativa lopeana organizada em três etapas demarcadas: o tempo da fartura e da estabilidade com D. Pedro I, o tempo da decadência com D. Fernando e o da redenção com D. João I, tendo o cronista estabelecido uma sequência mítica da nação portuguesa que rumava para a afirmação.:58 E para demonstrar a estabilidade da governação de D. Pedro, a Crónica de D. Pedro dedica muitos capítulos ao problema da guerra, primeiro da guerra de Castela contra Aragão e depois a guerra entre Pedro e Henrique de Trastâmara pela coroa de Castela.:60
Ainda para Nordin, os escritos de Fernão Lopes convertem-se numa apologia da autoridade e bom uso da justiça e por vezes permitem perceber a complexidade da administração, sendo os documentos a sua matéria-prima, como tabelião, arquivista e cronista.:98-99 Os traços característicos da produção cronística de Fernão Lopes apontam para um apurado senso, desenvoltura literária e utilização de recursos narrativos, situando-se dentro das tendências da literatura do seu tempo, sendo porém precipitado classificá-lo como homem de vanguarda ou precursor de uma era, mas que se destacou com uma prosa notável que fascinaria os leitores pelos séculos adiante.:151
Também para Nordin, na análise da obra de Fernão Lopes é necessária a ênfase da sua procedência social, distinta de casos anteriores de cronistas como o conde D. Pedro de Barcelos ou o castelhano Pero Lopez Ayala, pois tendo sido nobilitado partilhava a visão do mundo do grupo de funcionários dos estados nascentes cuja estrutura se tornava mais complexa. :151 Mas sempre Fernão Lopes trabalha para atestar a legitimidade dos monarcas que biografa, como o fez nesta Crónica de D. Pedro.:180
Refere ainda Nordin que nos inúmeros instrumentos narrativos empregados, Fernão Lopes também usa o artifício da profecia e da predestinação que, sendo recorrentes na literatura medieval, Fernão Lopes coloca na visão de D. Pedro sobre o seu filho João que haveria de ser rei.:195

## Edições
Da Crónica existem mais de quarenta manuscritos (alguns incompletos), a maioria dos quais quinhentistas, datando os mais antigos do início do século XVI ou talvez dos últimos anos do anterior, e um número menor do século XVII. Foi impressa pela primeira vez em 1735, em Lisboa.
Edições mais recentes:
- Fernão Lopes, Crónicas; Editor: Campo das Letras; ISBN 9789896252380, EAN: 978-9896252380; Páginas: 456

- Fernão Lopes, Crónicas; Editor: Verbo; Edição/reimpressão: 2009; ISBN 9789722229081; Páginas: 304

- Fernão Lopes, Crónica de D. Pedro (2.ª edição revista); Editor: INCM – Imprensa Nacional Casa da Moeda; Edição/reimpressão:2007; ISBN 9789722712538; Páginas: 234

## Leituras adicionais
- Fátima Regina Fernandes, "As Crónicas e as Chancelarias Régias: A Natureza e os Problemas de Aplicação das Fontes Medievais Portuguesas", Revista Ágora, Vitória, n. 16, 2012, p. 77-94,
- Bruno Gianez, Fernão Lopes (c. 1280/90-1459) Crónica e História em Portugal (sec. XIV e XV), tese de mestrado na Universidade Federal Fluminense, Niterói, 2009, versão peliminar,